# Takes to the Hills
| Recensione       | Giudizio |
| ---------------- | -------- |
| AllMusic         | [ 1 ]    |
| Robert Christgau |          |

Takes to the Hills è un album discografico del cantante e pianista jazz statunitense Mose Allison, pubblicato dalla casa discografica Epic Records nel settembre del 1962.

## Tracce

### LP
Lato A
1. V-8 Ford Blues – 2:12 (Willie Love) – Registrato il 16 maggio 1961 a New York
2. Please Don't Talk About Me When I'm Gone – 1:27 (Sidney Clare, Sam H. Stept) – Registrato il 16 maggio 1961 a New York
3. Baby, Please Don't Go – 2:18 (Big Joe Williams) – Registrato il 21 dicembre 1959 a New York
4. Hey, Good Lookin' – 1:41 (Hank Williams) – Registrato il 23 maggio 1961 a New York
5. I Love the Life I Live – 2:25 (Willie Dixon) – Registrato il 30 giugno 1960 a New York
6. I Ain't Got Nobody (And Nobody Cares for Me) – 1:50 (Roger A. Graham, Spencer Williams) – Registrato il 9 settembre 1960 a New York

Lato B
1. Back on the Corner – 1:53 (Mose Allison) – Registrato il 23 maggio 1961 a New York
2. Life Is Suicide – 2:45 (Percy Mayfield) – Registrato il 16 maggio 1961 a New York
3. 'Deed I Do – 1:55 (Walter Hirsch, Fred Rose) – Registrato il 23 dicembre 1959 a New York
4. Ask Me Nice – 2:32 (Mose Allison) – Registrato il 23 maggio 1961 a New York
5. You're a Sweetheart – 2:11 (Harold Adamson, Jimmy McHugh) – Registrato il 30 giugno 1960 a New York
6. Mad with You – 2:13 (Lightnin' Hopkins) – Registrato il 28 giugno 1960 a New York[3]

### CD
Edizione CD del 2016 (dal titolo Sings and Plays V-8 Ford Blues), pubblicato dalla Sony Music (88985346382)
1. V-8 Ford Blues – 2:11 (Willie Love)
2. Please Don't Talk About Me When I'm Gone – 1:32 (Sidney Clare, Sam H. Stept)
3. Baby, Please Don't Go – 2:38 (Big Joe Williams)
4. Hey, Good Lookin' – 1:46 (Hank Williams)
5. I Love the Life I Live – 2:28 (Willie Dixon)
6. I Ain't Got Nobody (And Nobody Cares for Me) – 1:49 (Roger A. Graham, Spencer Williams)
7. Back on the Corner – 1:54 (Mose Allison)
8. Life Is Suicide – 2:44 (Percy Mayfield)
9. 'Deed I Do – 1:54 (Walter Hirsch, Fred Rose)
10. Ask Me Nice – 2:37 (Mose Allison)
11. You're a Sweetheart – 2:16 (Harold Adamson, Jimmy McHugh)
12. Mad with You – 2:12 (Lightnin' Hopkins)
13. High Jinks – 4:48 (Mose Allison) – Traccia bonus, non presente sull'album originale - Registrato il 21 dicembre 1959 (o) 23 maggio 1961
14. So Rare – 3:57 (Jack Sharpe, Jerry Herst) – Traccia bonus, non presente sull'album originale - Registrato il 21 dicembre 1959 (o) 23 maggio 1961
15. The Hills – 3:22 (Mose Allison) – Traccia bonus, non presente sull'album originale - Registrato il 21 dicembre 1959 (o) 23 maggio 1961[3]

## Musicisti
V-8 Ford Blues / Please Don't Talk About Me When I'm Gone / Life Is Suicide / Hey, Good Lookin' / Back on the Corner / Ask Me Nice
- Mose Allison - voce, pianoforte
- Aaron Bell - contrabbasso
- Osie Johnson - batteria

Baby, Please Don't Go / 'Deed I Do / Mad with You
- Mose Allison - voce, pianoforte
- Addison Farmer - contrabbasso
- Jerry Segal - batteria

I Love the Life I Live / You're a Sweetheart
- Mose Allison - voce, pianoforte
- Henry Grimes - contrabbasso
- Paul Motian - batteria

I Ain't Got Nobody (And Nobody Cares for Me)
- Mose Allison - voce, pianoforte
- Bill Crow - contrabbasso
- Gus Johnson - batteria[3]

Note aggiuntive
- Teo Macero - produttore
- Robert Gwathmey - dipinto copertina album originale
- Billy James - note retrocopertina album originale[4]